# Magnus Eriksson
Magnus Eriksson, también conocido como Magnus IV de Suecia o Magnus VII de Noruega (1316 - 1377) fue rey de Suecia de 1319 a 1364, rey de Noruega de 1319 a 1343, y rey de Escania de 1332 a 1360. Era hijo del duque Erik Magnusson y de la princesa Ingeborg de Noruega. Era nieto del rey Magnus Ladulás de Suecia y de Haakon V Magnusson de Noruega. Se casó en 1335 con Blanca de Namur.

## Rey de Suecia, Noruega y Escania
Magnus Eriksson era nieto de Magnus Ladulás, hijo del duque Erik Magnusson y de la princesa Ingeborg, hija a su vez del rey noruego Haakon V Magnusson. Nació en Noruega en abril o mayo de 1316, y cuando sólo contaba con tres años, en 1319, fue elevado a rey de Noruega a la muerte de su abuelo materno, y el 8 de julio del mismo año fue elegido rey de Suecia, después de lograrse un tratado de unión entre los dos países. En un principio su madre, la duquesa Ingeborg, tomó el control del gobierno en ambos reinos, pero en 1322 los nobles suecos la retiraron del poder, que recayó en el consejo. La misma situación ocurrió en Noruega en 1323, donde se nombró a un regente. La unión entre los dos reinos quedó entonces restringida a una alianza defensiva. En 1323, Suecia firmó la paz de Nöteborg con Rusia, país con el que se habían tenido constantes fricciones.
Muy probablemente en 1331 alcanzó Magnus la mayoría de edad, pues fue coronado en 1336 en Estocolmo. Posteriormente aprovechó una solicitud de protección que le hicieron los pobladores de Escania para tratar de anexarse la región. Escania, entonces una posesión danesa, se encontraba amenazada por Holstein. Magnus compró la región por 34.000 marcos de plata y se nombró entonces Rex Sveciae, Norvegiae et terra Scaniae (rey de Suecia, Noruega y Escania). El rey danés Valdemar IV, posteriormente, se negó a reconocer el derecho de Suecia sobre Escania y los dos reinos entraron en guerra. Por una parte, Magnus quería mantener la posesión de Escania, y por otra, hacer valer los derechos de propiedad de su madre sobre un castillo en Dinamarca. La paz fue firmada en el otoño de 1343, y el rey de Dinamarca cedió formalmente Escania y Halland a Magnus.
En los años siguientes a la guerra con Dinamarca, el reino se vio inmerso en una profunda crisis financiera, que el rey trató de combatir con el alza de impuestos. Obligó a los miembros del consejo a pagar fuertes sumas, e incluso le cobró a su hermana altos impuestos por su boda. Esta situación generó el descontento en la población, además del hecho que tanto el rey como su esposa, Blanca de Namur, con la que se había casado en 1335, llevaban una vida de dispendio. El rey ignoró frecuentemente al consejo.
En Noruega también se produjo una gran efervescencia, pues Magnus, pasando por encima del consejo, pretendía gobernar desde Suecia. Pese a que se logró un acuerdo, el descontento de los noruegos continuó y en 1343 se eligió al hijo menor de Magnus, Haakon Magnusson, como nuevo rey de Noruega. Magnus, sin embargo, continuó como regente del reino, puesto que el nuevo rey tenía apenas unos cuatro años, pero el control del gobierno recayó realmente en las manos del consejo noruego.
El año siguiente (1344) fue elegido el hijo mayor de Magnus, Erik Magnusson como heredero del trono de Suecia. En ese tiempo, el rey Magnus comenzó una nueva guerra contra Rusia y marchó a Finlandia para enfrentar al ejército ruso. En un principio tuvo éxito en las campañas, pero posteriormente se sucedieron estrepitosos fracasos, de modo que Magnus abandonó paulatinamente la guerra, sin firmar la paz. Posteriormente Magnus buscó hacerse de territorios en Estonia y Livonia, y también entró en guerra con la Liga Hanseática, que no le produjo buenos resultados, por lo que se acordó la paz con las negociaciones del cuñado de Magnus, Alberto II de Mecklemburgo.

## Los levantamientos contra Magnus II Eriksson
Para su campaña rusa, Magnus había obtenido un préstamo de la Santa Sede. El Papa, al no recibir el pago en la fecha acordada, amenazó con la excomunión a Magnus y a varios de los hombres más influyentes del reino. Esto generó irritación, que aumentó cuando Magnus trató de reducir el poder de los nobles a través de altos impuestos. El descontento culminó con el levantamiento, patrocinado por los notables del país, de Erik Magnusson, hijo mayor de Magnus, en 1356. En los acuerdos de 1357 Magnus tuvo que ceder una gran parte del reino a Erik (Finlandia y sur de Suecia). Padre e hijo nuevamente entraron en conflicto, y Magnus tuvo que pedir ayuda al rey Valdemar de Dinamarca mediante la firma de un tratado en 1359. Sin embargo, Magnus y Erik se reconciliaron y acordaron compartir el gobierno. Tras la muerte repentina de Erik Magnusson ese mismo año, Magnus volvió a ser soberano único de toda Suecia. El rey de Dinamarca se sintió engañado por Magnus, le declaró la guerra, y comenzó una campaña contra Escania que lo llevaría a conquistar la región, tras la toma del castillo de Helsingborg en 1360, gracias a la felonía de Alberto II de Mecklemburgo. En 1361 tomó el castillo de Borgholm, en la isla de Öland, conquistó toda la isla, y saqueó la ciudad de Visby, en la isla de Gotland. Magnus decidió enviar emisarios hacia Alemania con el propósito de lograr el apoyo de la Liga Hanseática. La liga decidió prestarle apoyo, mediante un acuerdo con los delegados de Magnus, con unas condiciones muy elevadas para Suecia. Magnus se negó a ratificar el acuerdo. El ambiente de tensión propició la intervención del rey Haakon VI Magnusson de Noruega, hijo menor de Magnus, que se levantó contra su padre y lo encarceló en noviembre de 1361.
En febrero de 1362, Haakon VI Magnusson fue elegido formalmente como rey de Suecia, pero poco después se reconcilió con su padre, y acordaron gobernar de manera conjunta. La guerra contra Valdemar no conducía a ningún resultado, por lo que comenzaron las negociaciones en 1362. Al año siguiente la posición de Suecia ante Dinamarca cambió radicalmente, al casarse Haakon Magnusson con la hija de Valdemar, la princesa Margarita, tras conseguir la anulación de su primer matrimonio con Isabel de Holstein. En ese tiempo se desterró a varios hombres notables del país, adversarios políticos del gobierno; éstos buscaron la protección del duque Alberto II de Mecklemburgo, y le ofrecieron la corona de Suecia a su hijo, Alberto. En noviembre de 1363, Alberto llegó con un ejército a Estocolmo, fue aclamado por los pobladores de la ciudad, y en febrero de 1364 fue elegido rey de Suecia. Magnus II y su hijo no tuvieron la fuerza para enfrentarse a Alberto, de modo que en junio de 1364 sólo conservaban los territorios de Vestrogotia, Värmland y Dalsland. En el verano de 1365, Magnus y Haakon intentaron recuperar el territorio perdido, pero fueron derrotados en la batalla del bosque de Gata, cerca de la ciudad de Enköping. En esa ocasión, el mismo Magnus fue hecho prisionero. Permaneció en prisión hasta 1371, cuando se pagó su rescate y se negoció la paz con los de Mecklemburgo. Pasó sus últimos días en Noruega junto a su hijo, y falleció ahogado en 1374, en el fiordo Bømlafjorden. No se sabe dónde se halla su tumba.

## Magnus II Eriksson como persona
Aunque Magnus Eriksson ha sido considerado por los historiadores como un monarca débil, indolente e ingenuo, su gobierno fue notable por las obras que realizó en el campo de las leyes. Magnus promulgó una gran cantidad de estatutos, en los cuales abolió la esclavitud, buscó reducir la violencia, así como también incrementó el poder del rey para asumir el papel de arbitraje. Dictó leyes aplicables a todo el país, las llamadas leyes nacionales del rey Magnus Eriksson.
Magnus II Eriksson recibió en vida el sobrenombre de Magnus Smek ('Magnus cariño'). El apodo presuntamente le viene de su contemporánea Santa Brígida, quien lo acusaba de homosexualidad. Lo anterior, sin embargo, no puede ser corroborado. 

## Hijos
Magnus y Blanca de Namur tuvieron dos hijos:
- Erik XII Magnusson (1339-1359), rey de Suecia.
- Haakon VI Magnusson (1340-1380), rey de Suecia y Noruega.

| Predecesor: Birger Magnusson         | Rey de Suecia con Erik Magnusson (1356-1359) con Haakon Magnusson (1362-1364) 1319 - 1364 | Sucesor: Alberto III de Mecklemburgo |
| Predecesor: Haakon V Magnusson       | Rey de Noruega 1320 - 1355                                                                | Sucesor: Haakon VI Magnusson         |
| Predecesor: Valdemar IV de Dinamarca | Rey de Escania 1322 - 1360                                                                | Sucesor: Valdemar IV de Dinamarca    |

- Datos: Q314457
- Multimedia: Magnus IV of Sweden / Q314457